# Rafael López Gutiérrez

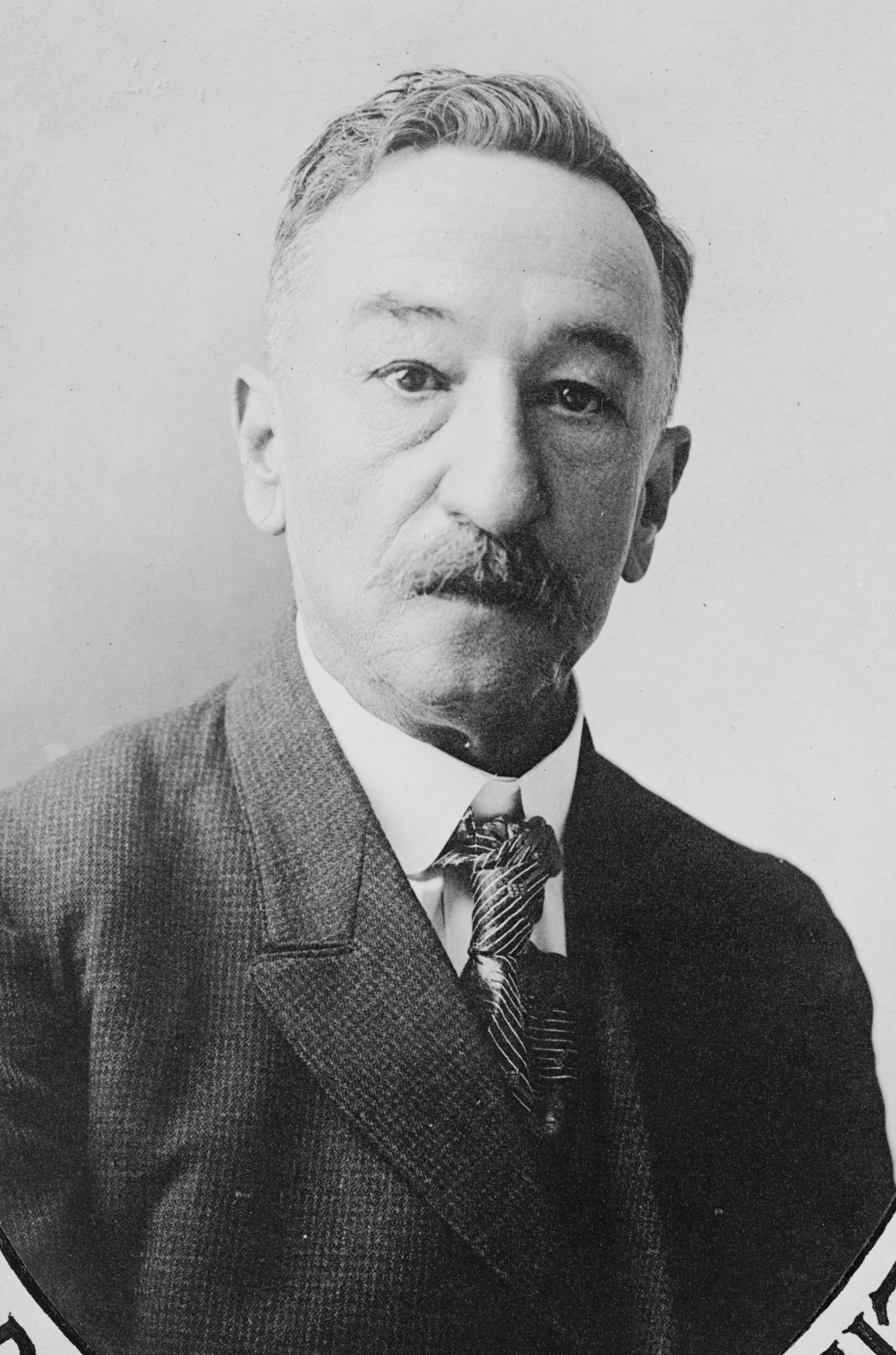
Rafael López Gutiérrez, 1921

O General Rafael Salvador López Gutiérrez (1855-1924) foi presidente de Honduras entre 1 de fevereiro de 1920 e 10 de março de 1924. 
Antigo general do exército hondurenho, Gutiérrez tentou prolongar o seu mandato para além do seu fim designado; assumiu plenos poderes e conduziu o país a uma guerra civil, sendo retirado do cargo posteriormente. Faleceu em Amapala em março de 1924, sofrendo de diabetes, depois de uma tentativa fracassada de fugir para os Estados Unidos para um tratamento com insulina.
| Cargos políticos                            | Cargos políticos                 | Cargos políticos                          |
| ------------------------------------------- | -------------------------------- | ----------------------------------------- |
| Precedido por Francisco Bográn em exercício | Presidente de Honduras 1920–1924 | Sucedido por Francisco Bueso em exercício |